# Gmina Radłów
Die Gmina Radłów [ˈradwuf] ist eine Stadt-und-Land-Gemeinde im Powiat Tarnowski der Woiwodschaft Kleinpolen in Polen. Ihr Sitz ist die gleichnamige Stadt mit 2771 Einwohnern (2016). Sie hat eine Fläche von 86,02 km² auf der etwa 9800 Menschen leben.

## Geschichte
Zum 1. Januar 2010 wurde das Dorf Radłów zur Stadt ernannt und die Gemeinde erhielt ihren heutigen Status.

## Gliederung
Zur Stadt-und-Land-Gemeinde (gmina miejsko-wieska) Radłów gehören die namensgebende Stadt und die folgenden 14 Dörfer mit Schulzenämtern: Biskupice Radłowskie, Brzeźnica, Glów, Łęka Siedlecka, Marcinkowice, Niwka, Przybysławice, Sanoka, Siedlec, Wał-Ruda, Wola Radłowska, Zabawa und Zdrochec.

## Infrastruktur
Die Woiwodschaftsstraße 975 (DW975) führt von Biskupice Radłowskie im Norden der Gemeinde nach Süden zur Landesstraße 4 (DK4, bzw. Europastraße 40).
Der nächste internationale Flughafen ist der 70 Kilometer westlich gelegene Flughafen in Krakau-Balice.